# Ode to Joy
Ode to Joy è l’undicesimo album in studio del gruppo musicale statunitense Wilco, pubblicato il 4 ottobre 2019.

## Tracce
Testi e musiche di Jeff Tweedy.
1. Bright Leaves – 4:11
2. Before Us – 3:22
3. One and a Half Stars – 3:43
4. Quiet Amplifier – 5:49
5. Everyone Hides – 2:59
6. White Wooden Cross – 3:12
7. Citizens – 3:02
8. We Were Lucky – 4:57
9. Love Is Everywhere (Beware) – 3:33
10. Hold Me Anyway – 3:58
11. An Empty Corner – 3:48